# El segon sexe
El segon sexe (Le Deuxième Sexe, en francés) és un assaig escrit el 1949 per Simone de Beauvoir (1908-1986). És una de les obres més conegudes i importants per al moviment feminista i el pensament del segle xx, perquè conté una investigació extensa i rigorosa sobre la condició de la dona. De fet, és gràcies a aquesta obra que Simone de Beauvoir és considerada com a «mare espiritual» del pensament de la segona onada feminista. L'obra, que de seguida suscità entusiasme, encengué també polèmiques i irritació des que va ser publicada.
El segon sexe, de vuit-centes pàgines, va aparèixer publicat a França en dos volums, el 24 de maig i el 28 d'octubre de 1949, per l'editorial Gallimard, dins de la seva col·lecció Blanche.
De seguida va ser traduït a altres llengües; primer a l'anglès (1952), per Howard M. Parshley, i publicada per Alfred A. Knopf, amb un deu per cent de l'obra escapçada. En ple franquisme, Josep Maria Castellet, des d’Edicions 62, intentà publicar-la en català el 1965, però les autoritats i la censura franquista li ho prohibiren. No serà fins al juny de 1968 que es podrà llegir en català (abans, al 1952, havia aparegut una traducció en castellà feta a Buenos Aires), en traducció d'Hermínia Grau i Carme Vilaginés, amb una introducció de Maria Aurèlia Capmany.

## Continguts
L'obra està dividida en dos volums, subdividits en tres i quatre capítols respectivamentː
- Volum I. Els fets i els mitesː Introducció / Primera part: El destí / Segona part: Història / Tercera part: Mites

- Volum II. L'experiència viscudaː Introducció / Primera part: Formació / Segona part: Situació / Tercera part: Justificacions / Quarta part: Cap a l'alliberament / Conclusió

En El segon sexe Simone de Beauvoir sosté que el que anomenem feminitat no és un fet determinat per la realitat orgànica, natural, sinó que és construïda per l’organització social, dominada pels homes, i que pot canviar, per tant, perquè és una construcció social. Així, contradiu el determinisme biològic que havia interpretat el sexe com a condicionant d'un destí preestablert: «L'ésser, segons la filosofia existencialista, és sempre un subjecte tal com es manifesta. Per als éssers humans, tant per als homes com per a les dones, l'ésser no és una cosa, cap essència definitiva: No es neix dona; s'arriba a ser-ho.»
L'obra tracta les diferents raons per les quals la dona ha estat bandejada de tots els dominis de la societat, si exceptuem la casa. Simone de Beauvoir hi afirma que són els homes els qui governen la societat i que les dones estan temptades de dedicar-se exclusivament a la parella i als fills, el que limita llur llibertat. Aquesta situació naix del fet que la dona no es troba capaç o que no desitja quedar-se fadrina, ja siga per raons econòmiques o socials. La societat, els pares, la religió, tot, reafirma que les dones són inferiors als mascles i que han de tenir un marit. El desenvolupament de les xiques en relació amb els xics i al món que les envolta els demostra —tant a elles com a la societat— que la dona no té les mateixes capacitats que l'home. L'autora hi parla de totes les circumstàncies que porten la gent a creure en la inferioritat de les dones i els efectes que això té sobre l'elecció de les dones de casar-se i deixar de banda la pròpia carrera.
L'obra, a més, parla de la trampa que el casament i els fills representen, ja que són responsabilitats molt més feixugues per a elles que no per als homes, i això és per culpa del paper que ocupen en la casa i que no ocupen fora de l'àmbit domèstic. Sovint, si no sempre, la dona sacrifica la carrera per la del seu home.
Simone de Beauvoir hi exposa la situació global de les dones i s'adona que tant l'home com la dona en són responsables. La dona no hauria d'abandonar la seua carrera pel seu home i fills. El seu marit no hauria d'afavorir que ho fes. De Beauvoir hi explica, a més, que en un món en què els dos sexes fossen iguals, els dos serien més lliures. Si l'home dona l'oportunitat a la dona de tenir una carrera significativa, ella es focalitzarà cada cop menys en ell i podrà ser més independent.
En El segon sexe, hi ha nombrosos arguments que demostren que la desigualtat dels sexes es produeix arran de la divisió de les tasques domèstique i de la poca participació de les dones en molts camps, com ara el treball o la política. Així, la major part de llocs importants són ocupats per homes. Hi ha, per tant, sempre una desigualtat que cal intentar de comprendre per així saber com corregir aquesta situació en el futur.

## Crítica
El segon sexe és una obra que parla dels problemes de la dona, per tant, i que per a moltes dones continua sent una anàlisi pertinent i útil sobre aquest tema. La primera edició francesa del Segon Sexe va vendre unes 22.000 còpies en una setmana. Des de llavors s'ha traduït a quaranta idiomes.
És un dels llibres més coneguts i controvertits de De Beauvoir (prohibit pel Vaticà en la Llista de llibres prohibits, és considerat com una obra innovadora i una fita de la filosofia feminista, i com el punt de partida d'inspiració de la segona onada de teoria feminista.